# Casa dels Canonges (Tarragona)
La Casa dels Canonges és una obra historicista de Tarragona protegida com a Bé Cultural d'Interès Local.

## Descripció
Situat dins el nucli antic de la ciutat, en un costat del Pla de Palau pròxim a la Catedral de Tarragona i enfront del Palau Arquebisbal de Tarragona.
Té dues plantes d'alçada que fan una corba al carrer Nostra Senyora del Claustre i tanquen un dels costats del claustre de la Catedral.
Construït totalment en pedra, dominant totalment la proporció del massís sobre el buit, adaptant-se pel tractament neogòtic de les finestres de la primera planta a l'estil i caràcter de la Catedral i edificis veïns.
Els finestrals neogòtics fan una repetició rítmica de buits segons dos models diferents. L'edifici està rematat per un fistonejat d'arcs cecs i cornisa recolzada.